# Mayotte
Mayotte (AFI: /ma.jɔt/; in francese locale: Mahoré), in italiano Maiotta, è dipartimento e regione d’oltremare della Francia, reclamata però dalle Comore. È situata nel Canale del Mozambico, tributario dell'Oceano Indiano.
È una regione ultraperiferica dell'Unione europea costituita principalmente da due isole: Grande-Terre (Gran Terra) e Petite-Terre (Piccola Terra). Sono inclusi nella regione due cantoni e 32 comuni.
Lo status di dipartimento d'oltremare risale al 2011 e la regione rimane, con un margine significativo, la più povera della Francia. Mayotte è tuttavia molto più prospera rispetto agli altri paesi del Canale di Mozambico, rendendola una delle principali destinazioni per l'immigrazione clandestina.
I domini internet di primo livello di Mayotte sono .yt, .fr e .eu.
Mayotte ha una superficie di 376 km² e con i suoi 335 500 abitanti, ha un'alta densità di popolazione, 892 abitanti per km². La città e prefettura più grande è Mamoudzou on Grande-Terre. Tuttavia l'aeroporto di Dzaoudzi-Pamanzi si trova sull'isola vicina di Petite-Terre.
Mayotte è parte integrante della Repubblica francese, di cui costituisce un dipartimento d'oltremare. La maggioranza degli abitanti non parla francese come prima lingua, ma in un censimento condotto dal governo francese nel 2013 emerse che la maggior parte delle persone dai 14 anni in su sapesse parlare francese con vari gradi di scorrevolezza. La lingua nativa è lo shimaore, e la seconda lingua nativa più diffusa è il kibushi, una lingua malgascia. Il kibushi è parlato in due varietà: il kibushi kisakalava, strettamente legato al dialetto sakalava malgascio, e il kibushi kiantalaotra. Entrambi i dialetti sono stati influenzati dallo shimaore. La religione principale è l'Islam.
L'isola fu popolata dalle popolazioni vicine dell'Africa orientale, con un successivo arrivo di arabi che introdussero l'Islam. Nel 1500 fu stabilito un sultanato. A seguito del risultato estremamente favorevole del referendum del 2009 per decidere lo status dell'isola Mayotte divenne un dipartimento d'oltremare il 31 marzo 2011, diventando così la regione più periferica dell'Unione Europea il 1º gennaio 2014.
Il dipartimento sta affrontando enormi problemi e sfide: nel 2019, con una crescita annua della popolazione pari al 3,8%, metà della sua popolazione ha meno di 17 anni, con un tasso di disoccupazione pari al 35% e l'84% degli abitanti che vivono sotto la soglia della povertà. Inoltre, a causa della massiccia immigrazione clandestina proveniente dalle isole vicine, il 48% della popolazione è composta da stranieri.

## Toponomastica
Il nome Mayotte deriva dal portoghese Mayotta, trascrizione dallo swahili maouti, esso stesso calco dall'arabo Jazirat al Mawet che significa isola della morte (probabilmente a causa della barriera corallina che circonda l'isola e che per un lungo tempo ha costituito un pericolo mortale per le imbarcazioni).
In francese Maiotta è di sovente nominata "l'isola dei profumi" per via della coltivazione un tempo intensa di fiori odoriferi come l'ylang-ylang, simbolo dell'isola. A causa della forma dell'isola vista dal cielo, talvolta essa è chiamata île-hippocampe (vale a dire "isola cavalluccio marino").

## Geografia fisica

### Territorio

L'isola ha la forma di un ippocampo alla rovescia.

Situata tra il 12°S e il 13°S, Mayotte è un arcipelago di origine vulcanica, costituito da due isole principali molto disuguali, Grande Terre (la maggiore) e Petite Terre o Pamanzi (la minore), e da una serie di isolotti più piccoli, i maggiori dei quali sono Chissioua Mtsamboro e Chissioua Mbouzi. Data l'origine vulcanica, il suolo è relativamente fertile in alcune aree. Il territorio è prevalentemente collinare; l'altitudine più elevata è raggiunta dal Mount Benara a 660 metri. Una vasta barriera corallina circonda, con brevi interruzioni, l'intero arcipelago, fornendo protezione per le navi e un habitat per i pesci. Sull'isola di Petite Terre è presente un lago di origine vulcanica chiamato Lac Dziani.
I suoi territori marini formano una zona economica esclusiva di duecento miglia nautiche e possiede mari territoriali per dodici miglia.

### Clima
Il clima di Mayotte è di tipo tropicale umido, con due stagioni e una media di temperature annuali che si aggirano intorno ai 25,6 °C. Una stagione calda e piovosa, molto umida, dura da novembre ad aprile. Durante questa stagione umida, i monsone nordorientali bagnano l'isola. Le temperature sono alte (da 27 °C a 30 °C) e l'umidità è molto alta. L'80% delle precipitazioni si verifica durante questo periodo. È anche la stagione dei cicloni e delle depressioni tropicali, anche se Mayotte è poco esposta al rischio di cicloni. Una stagione secca, da maggio a ottobre, arriva durante l'inverno australe. Gli alisei provenienti da sud-est raffreddano l'atmosfera (portando le temperature fra i 20 °C e i 25 °C), l'umidità è meno importante e la pioggia diventa scarsa.

## Storia
Le prime migrazioni nelle isole del Canale di Mozambico avvengono probabilmente tra il sesto e l'ottavo secolo d.C., probabilmente da parte di bantu delle coste africane. Tra l'ottavo e il dodicesimo secolo, alla prima migrazione africana si aggiunse e si mescolò una seconda ondata migratoria, proveniente questa volta dall'Oceano Indiano e passata attraverso le Comore e Mayotte verso il Madagascar. Alla prima organizzazione sociale, basata su cultura africana e diretta dai Mafè (o capi-famiglia), si sostituiscono in seguito le modalità di gestione più collettive dei Mabedja (consigli di villaggio). Fino al XIII secolo, l'isola sviluppò legami commerciali con le altre isole del Canale del Mozambico, del Madagascar e dell'Africa. Le invasioni arabe che si susseguirono portarono la cultura swahili e la religione musulmana. Nei secoli successivi sia nelle Comore che su Mayotte iniziano a costituirsi forme di organizzazione sociale e politica basati sull'istituto arabo del sultanato. Nelle isole Comore si crearono sultanati rivali. Intorno al XV secolo i primi europei, portoghesi e francesi, sbarcarono a Mayotte, utilizzando l'arcipelago come punto di rifornimento sulla rotta per l'India.
Tra la fine del diciottesimo e l'inizio del diciannovesimo secolo Mayotte affrontò violenti disordini (incursioni degli schiavi da parte dei malgasci, saccheggi, guerre di successione, ecc.) che ridussero la sua popolazione a 3 000 persone. Il controllo dell'isola fu passato in mano a diversi sultani, fino a quando fu ceduta alla Francia insieme alle altre Comore nel 1843. Il 25 aprile 1841, per evitare il pericolo di attacchi esterni, in particolare Comore, il sultano di origine malgascia Andriantsouli cedette l'isola alla Francia, rappresentata dal comandante Passot. Mayotte divenne quindi un protettorato francese.

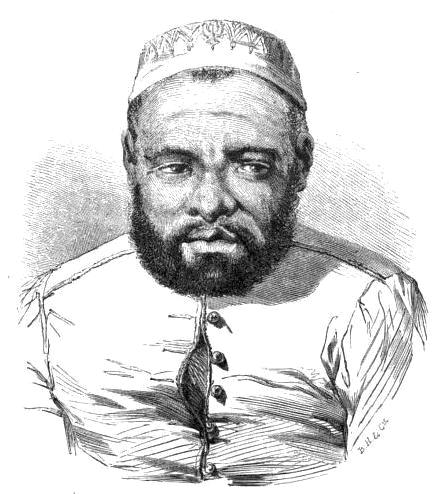
Andriantsoly, ultimo sultano di Mayotte, dal 1832 al 1843.

La schiavitù fu abolita nel 1846. Dal 1886 al 1892 la Francia stabilì il suo protettorato sulle altre tre isole delle Comore, e l'intero arcipelago fu posto sotto l'autorità del governatore di Mayotte. La legge del 25 luglio 1912 collegò la colonia di "Mayotte et Dépendances" alla colonia francese del Madagascar. Dopo due grandi rivolte (una nel 1915 a Grande Comore, l'altra nel 1940 ad Anjouan), l'arcipelago delle Comore ottenne lo status di territorio d'oltremare nel 1946, dotandosi così di autonomia amministrativa, con capoluogo Dzaoudzi.
Dalla fine degli anni 1950 il progresso economico e sociale nelle Comore fu oscurato da questioni politiche legate all'autonomia, quindi all'indipendenza e, al contrario, al desiderio dei Mahorais di rimanere francesi. Fu per questo che Mayotte fu l'unica isola dell'arcipelago dove il risultato locale dei referendum nazionale del 1974 e del 1976 era a favore del mantenimento dei propri legami con la Francia rinunciando all'indipendenza (rispettivamente con il 63,8% e il 99,4% dei voti). Le Comore continuano a rivendicare l'isola e ciò portò, nel 1976, a una bozza di risoluzione del Consiglio di sicurezza delle Nazioni Unite per riconoscere la sovranità delle Comore su Mayotte. La proposta fu appoggiata da 11 membri su 15: tuttavia, la Francia fece ricorso al proprio potere di veto, bocciando la risoluzione. Nel 1983 l'ONU con la risoluzione 18/13 riconobbe nuovamente la sovranità della Repubblica Federale Islamica delle Comoros sull'isola invitando la Francia a rispettare il referendum del 1974. Nuovamente nel 2004 la Francia fece ricorso al suo diritto di veto per bloccare una risoluzione.
Con un referendum che ottenne il 73% dei voti favorevoli lo status di Mayotte cambiò nel 2001, divenendo molto simile a quello di un dipartimento francese. Malgrado ciò le rivendicazioni delle Comore e le richieste dell'ONU non sono cessate.
Dal 31 marzo 2011, grazie al referendum (approvato con il 95,2% di voti favorevoli) del 29 marzo 2009, Mayotte è il 101º dipartimento francese. Come tale, la valuta ufficiale dell'isola è l'euro.

## Società

### Evoluzione demografica
| 1958                                                  | 1966   | 1978   | 1985   | 1991   | 1997    | 2002    | 2007    | 2017    |
| 23 364                                                | 32 607 | 47 246 | 67 205 | 94 410 | 131 320 | 160 265 | 186 452 | 256 518 |
| Popolazione ufficiale di Mayotte nei vari censimenti. |        |        |        |        |         |         |         |         |

Secondo il censimento del 2017 Mayotte aveva una popolazione di 256 518 abitanti.
Secondo il censimento del 2002 il 64,7% della popolazione è nativa di Mayotte, il 3,9% è nata nel resto della Francia metropolitana o nella Francia d'oltremare, il 28,1% sono immigrati dalle Comore e il 2,8% sono immigrati dal Madagascar e lo 0,5% proviene da altri Paesi.

### Lingue e dialetti
L'unica lingua ufficiale di Mayotte è il francese, ma secondo il censimento del 2002 solo il 55% della popolazione sopra i 15 anni è capace di leggere e scrivere francese, mentre il 41% della popolazione legge e scrive in maorese e in swahili e il 33% della popolazione è capace di leggere e scrivere in arabo, che è insegnato nelle scuole coraniche di Mayotte. Inoltre a Mayotte, oltre al dialetto comoriano dei nativi, lo Shimaore, sono parlati anche altri dialetti delle Comore portati dagli immigrati. Inoltre gran parte della popolazione capisce anche il malgascio, che è lingua del 2% circa degli abitanti di Mayotte.

### Religione

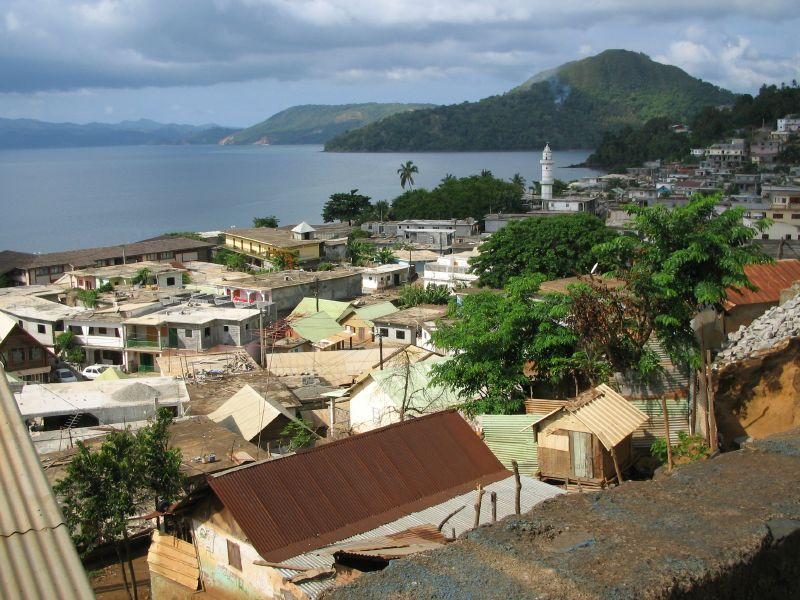
Vista di Sada con la moschea.

Il 97% della popolazione di Mayotte professa l'Islam, e il 3% il cristianesimo.

## Economia
La valuta corrente in Mayotte è l'euro.
Nel 2013 il PIL di Mayotte era di 1,785 miliardi di euro. Nello stesso anno il PIL pro capite era di 8200 €, cioè dodici volte più alto di quello di Comore nello stesso anno, ma solo un quarto della Francia metropolitana.
L'economia di Mayotte è per lo più basata sul settore agricolo, includendo pesca e allevamento. L'isola non è autosufficiente e deve importare le vettovaglie mancanti dalla Francia metropolitana. L'economia e lo sviluppo dell'isola sono profondamente legate all'assistenza finanziaria francese. La sua posizione remota influenza inoltre lo sviluppo del turismo.

## Geografia antropica

### Suddivisioni amministrative
Mayotte è suddivisa in diciassette comuni:
1. Dzaoudzi
2. Pamandzi
3. Mamoudzou
4. Dembéni
5. Bandrélé
6. Kani-Kéli
7. Bouéni
8. Chirongui
9. Sada
10. Ouangani
11. Chiconi
12. Tsingoni
13. M'tsangamouji
14. Acoua
15. Mtsamboro
16. Bandraboua
17. Koungou

## Sport
Lo sport più popolare nell'isola è il calcio, introdotto all'inizio degli anni 1930. Dal 1978 si disputa la Régional 1, la massima serie calcistica maorese.

## Galleria d'immagini

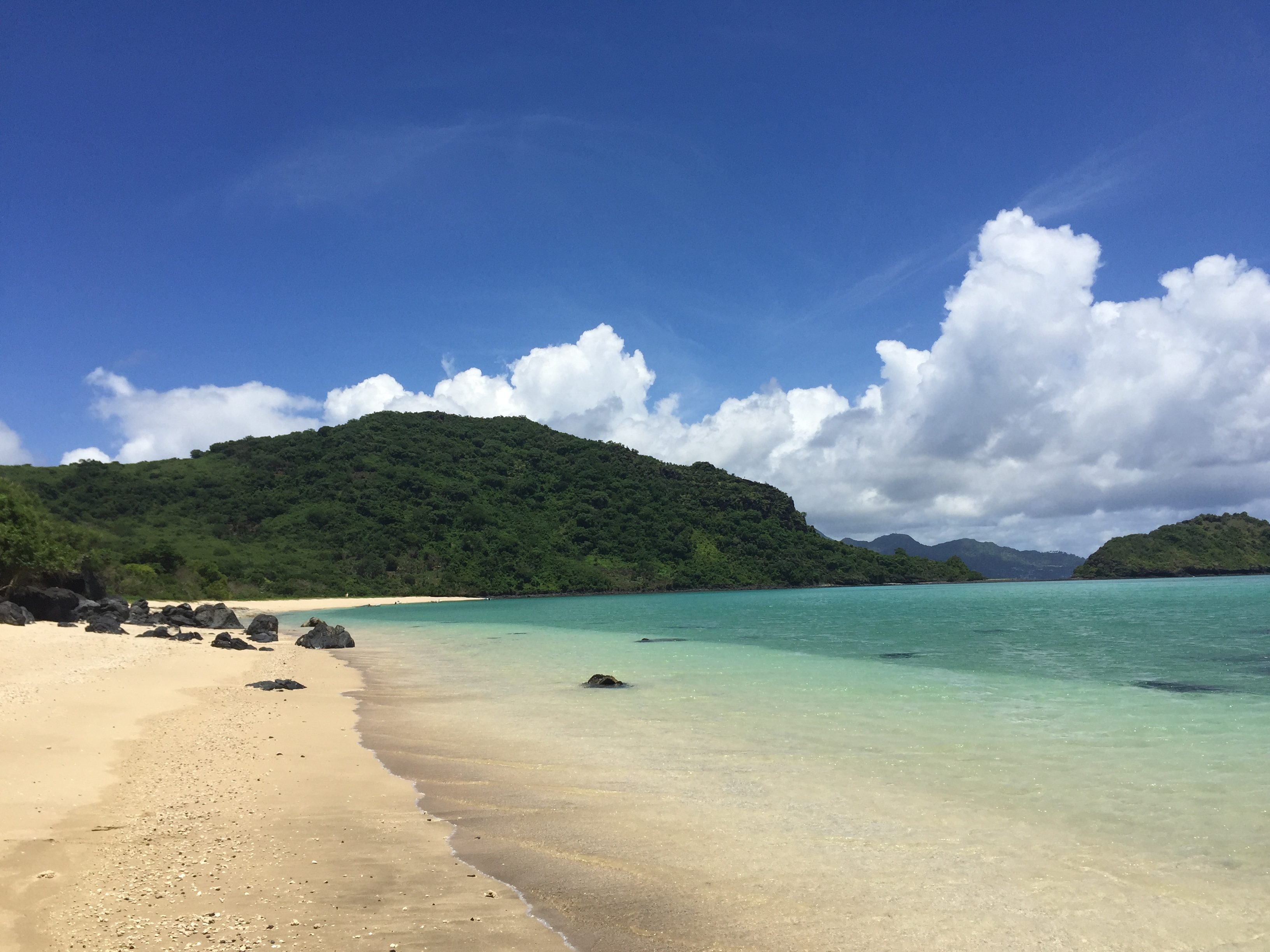
Spiaggia dell'isola Mtsamboro
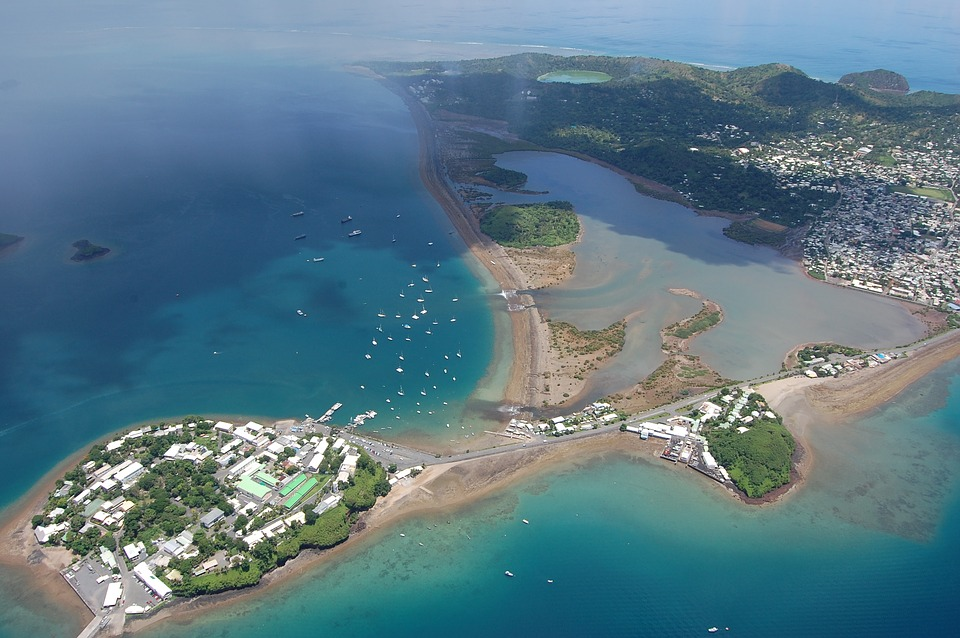
Vista di "Petite Terre" (Dzaoudzi)
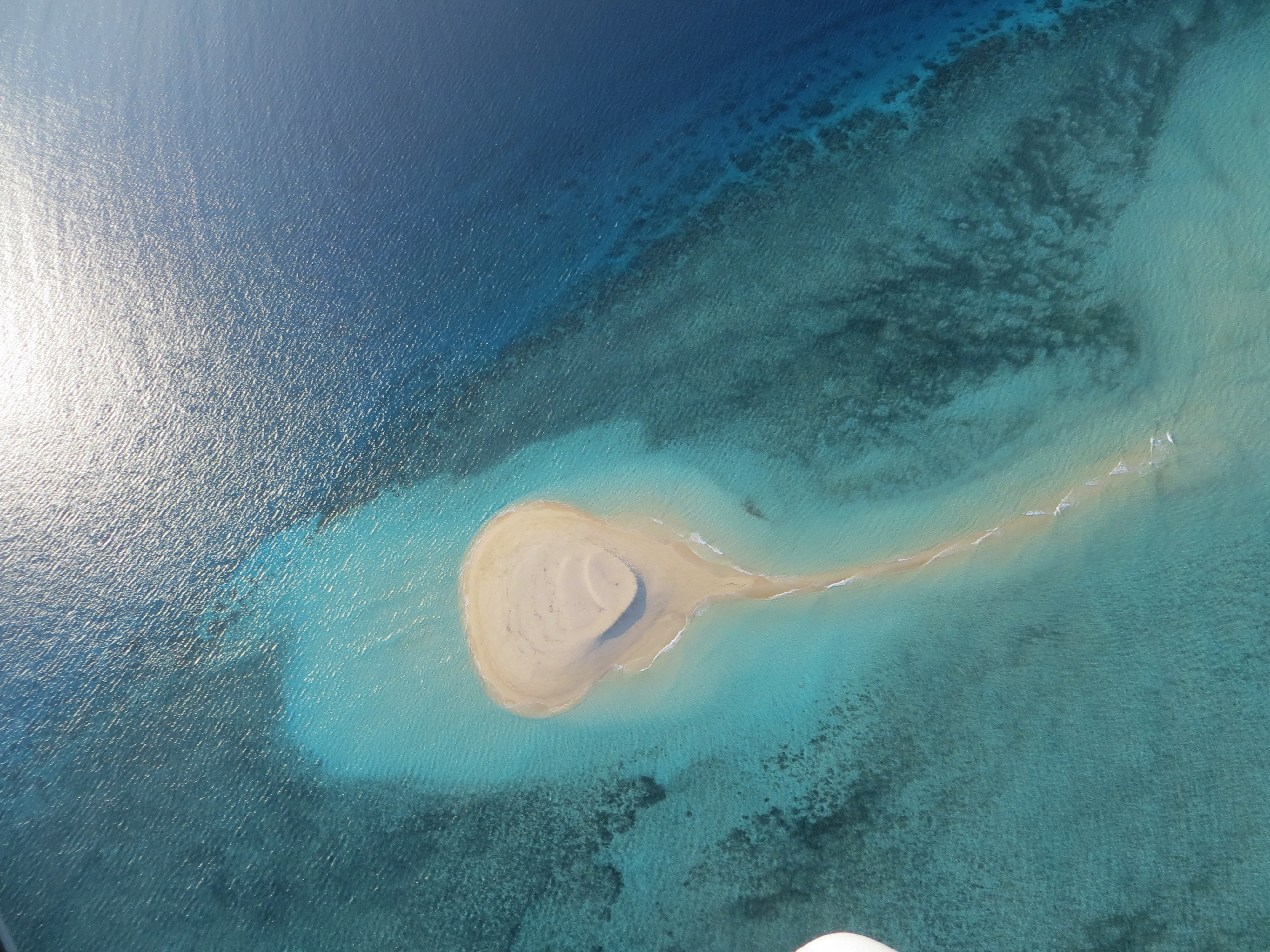
Vista della "isoletta di sabbia bianca"
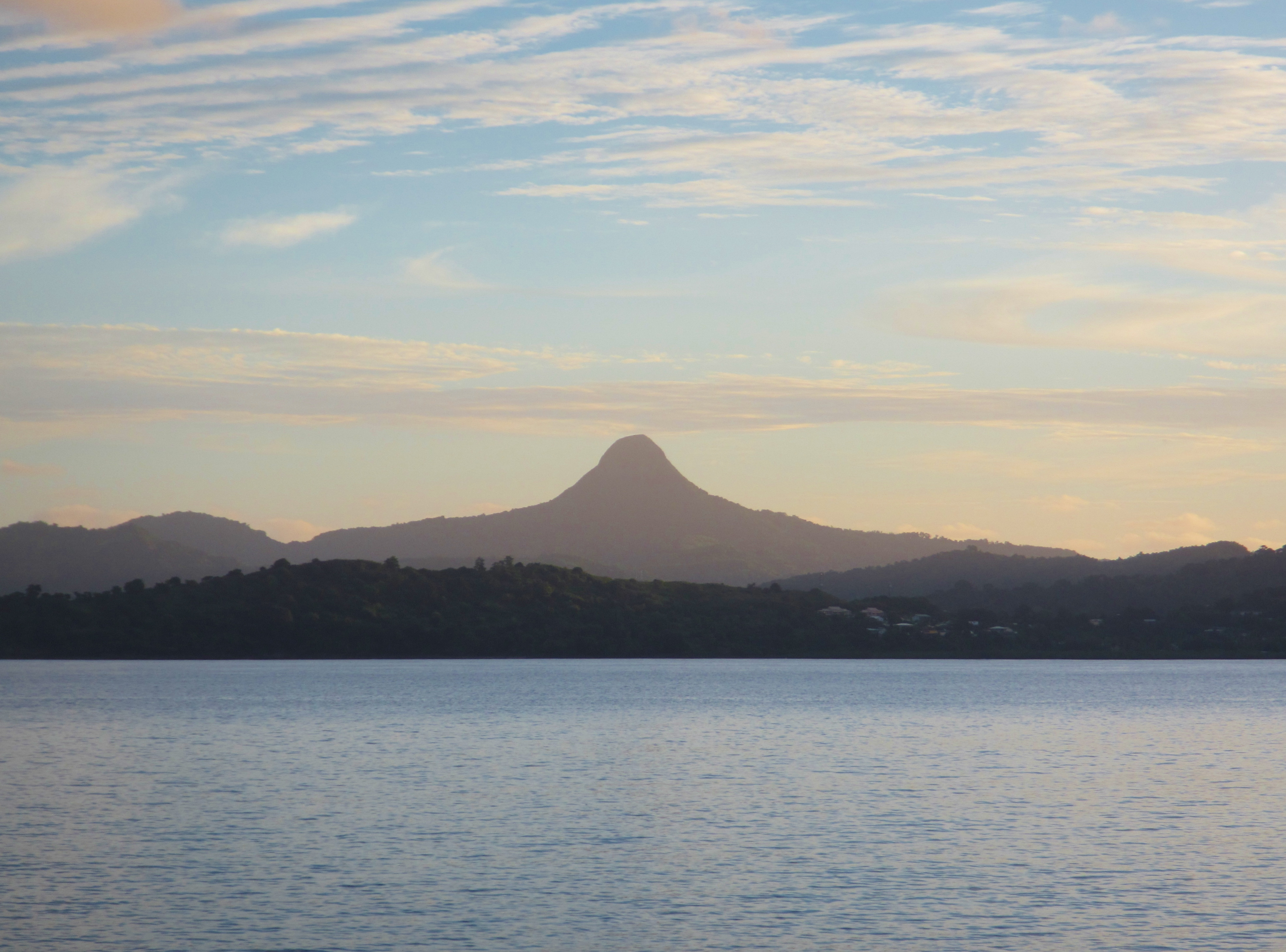
Monte Choungui
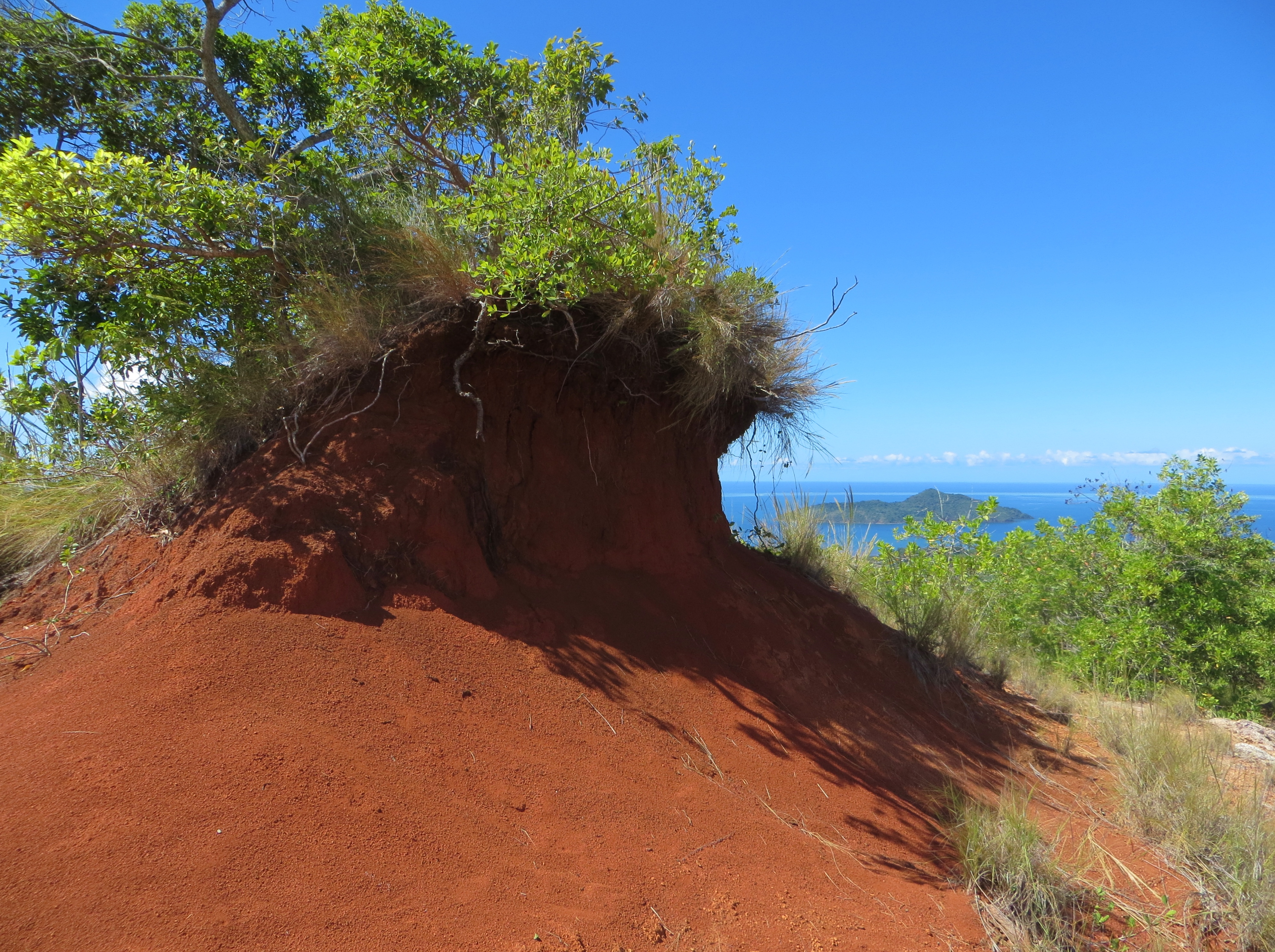
Terra rosso, lateritica ("pazza")
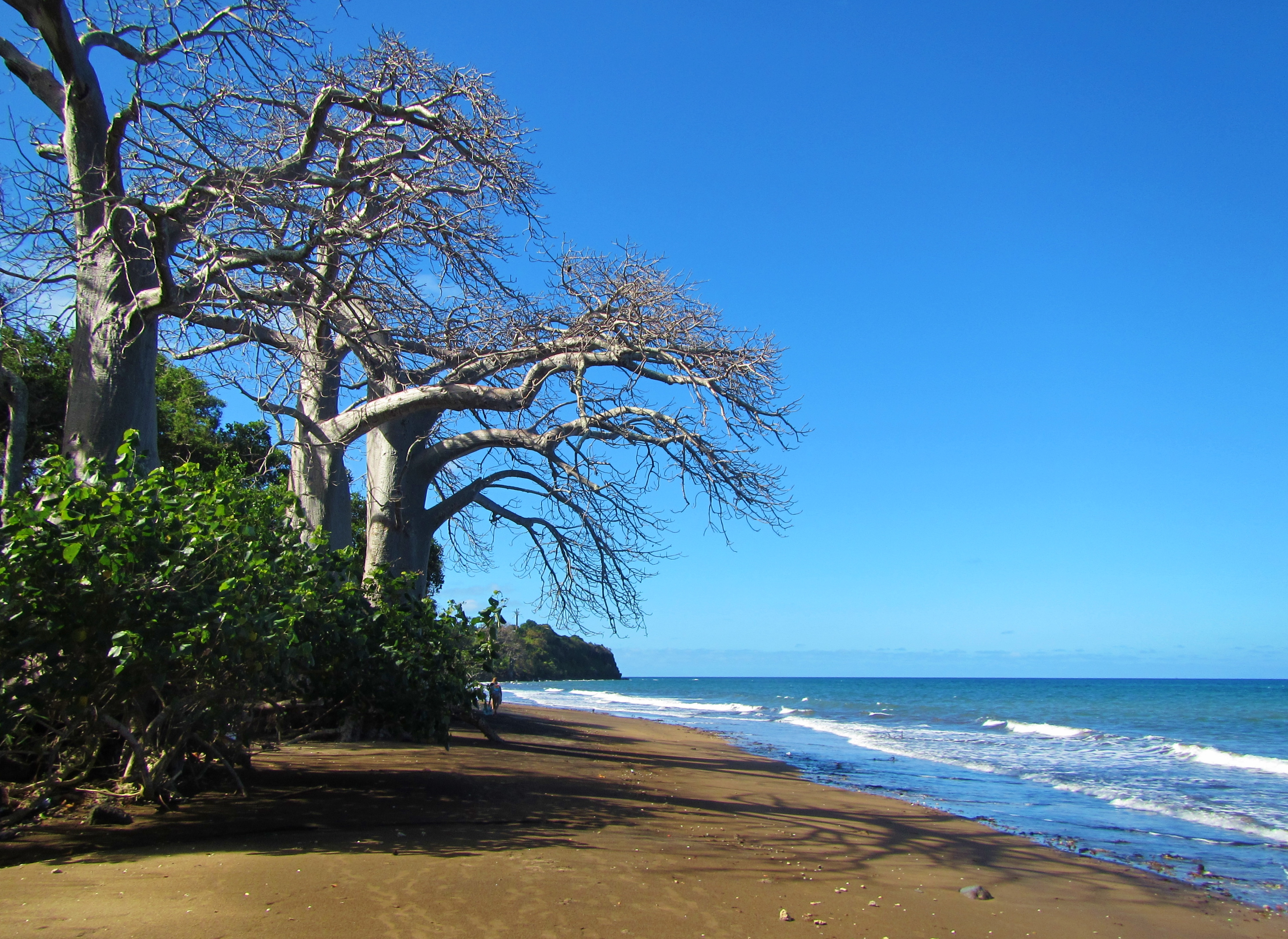
Spiaggia di Sakouli, con i suoi baobab
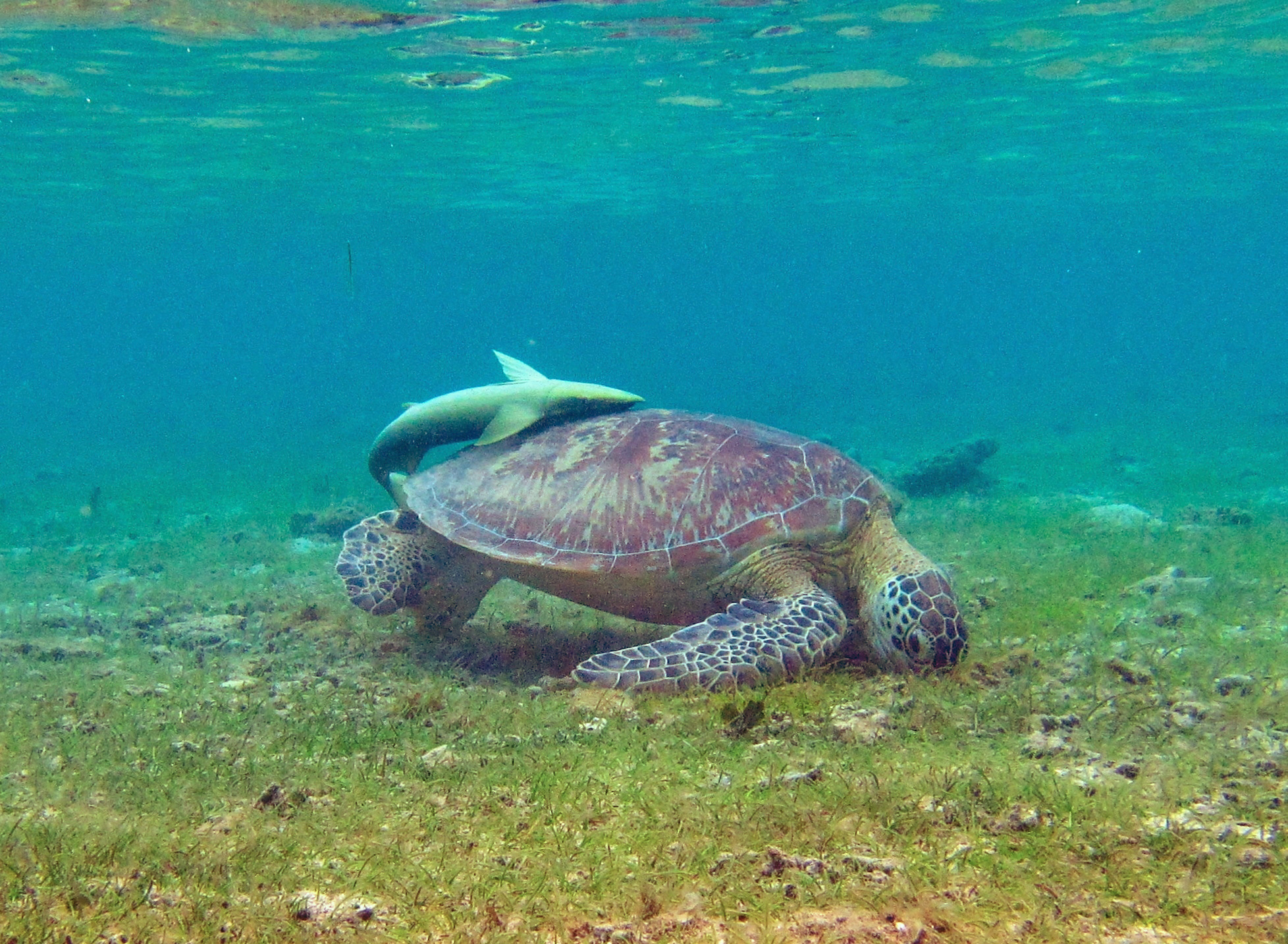
Tartaruga verde (N'Gouja)
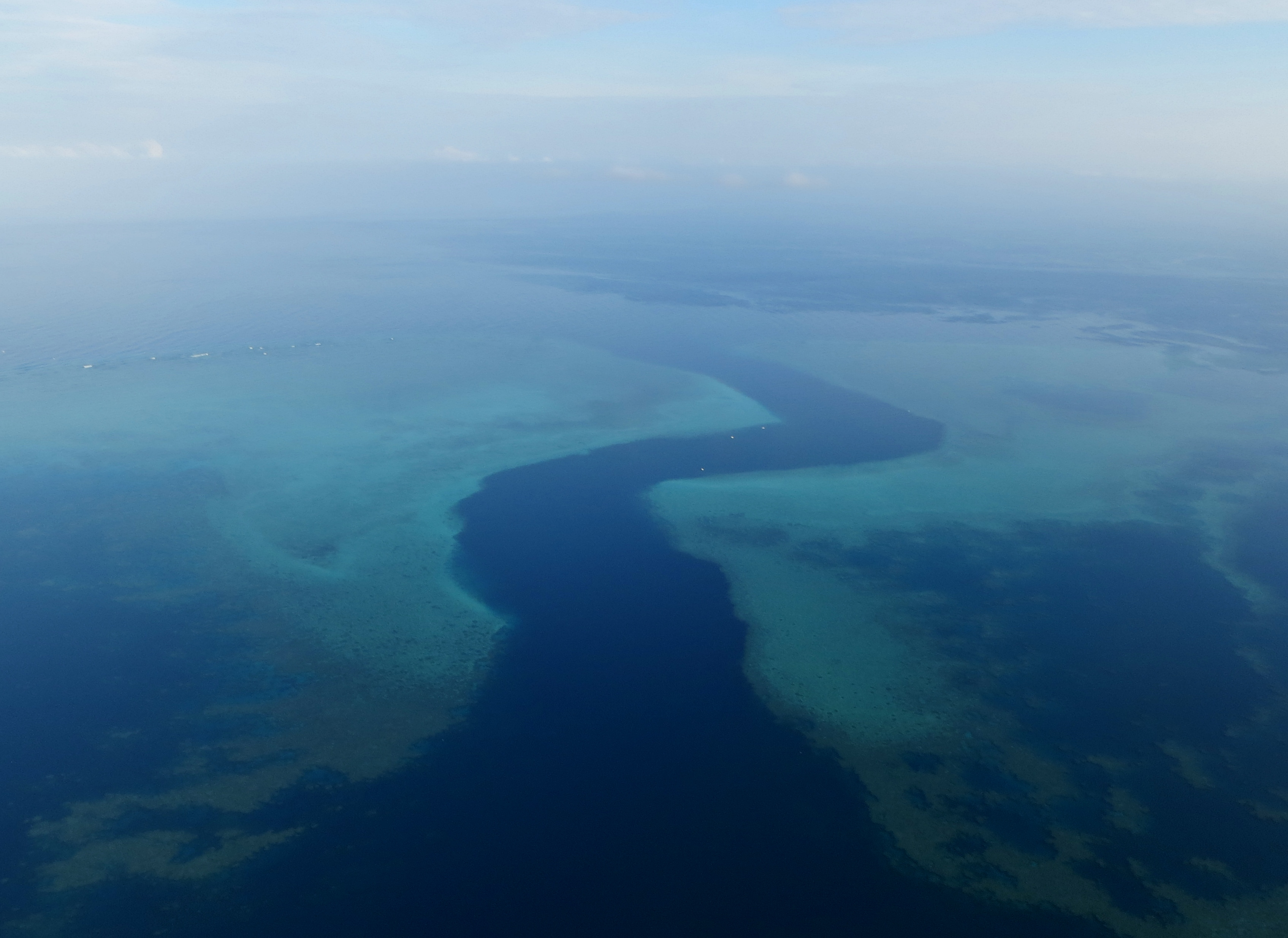
Passaggio corallino en "S"
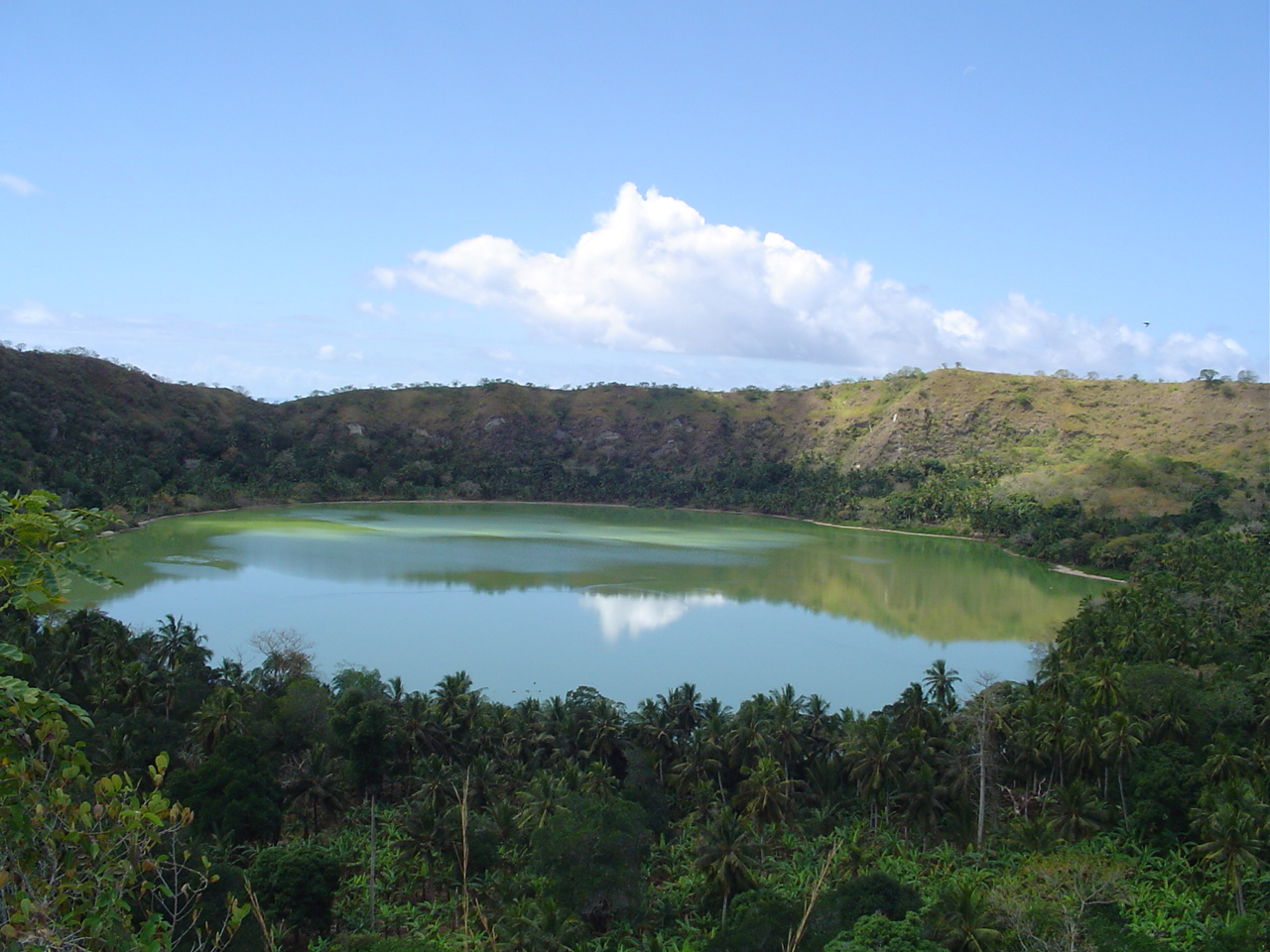
Lago Dziani Dzaha (lago di cratere)
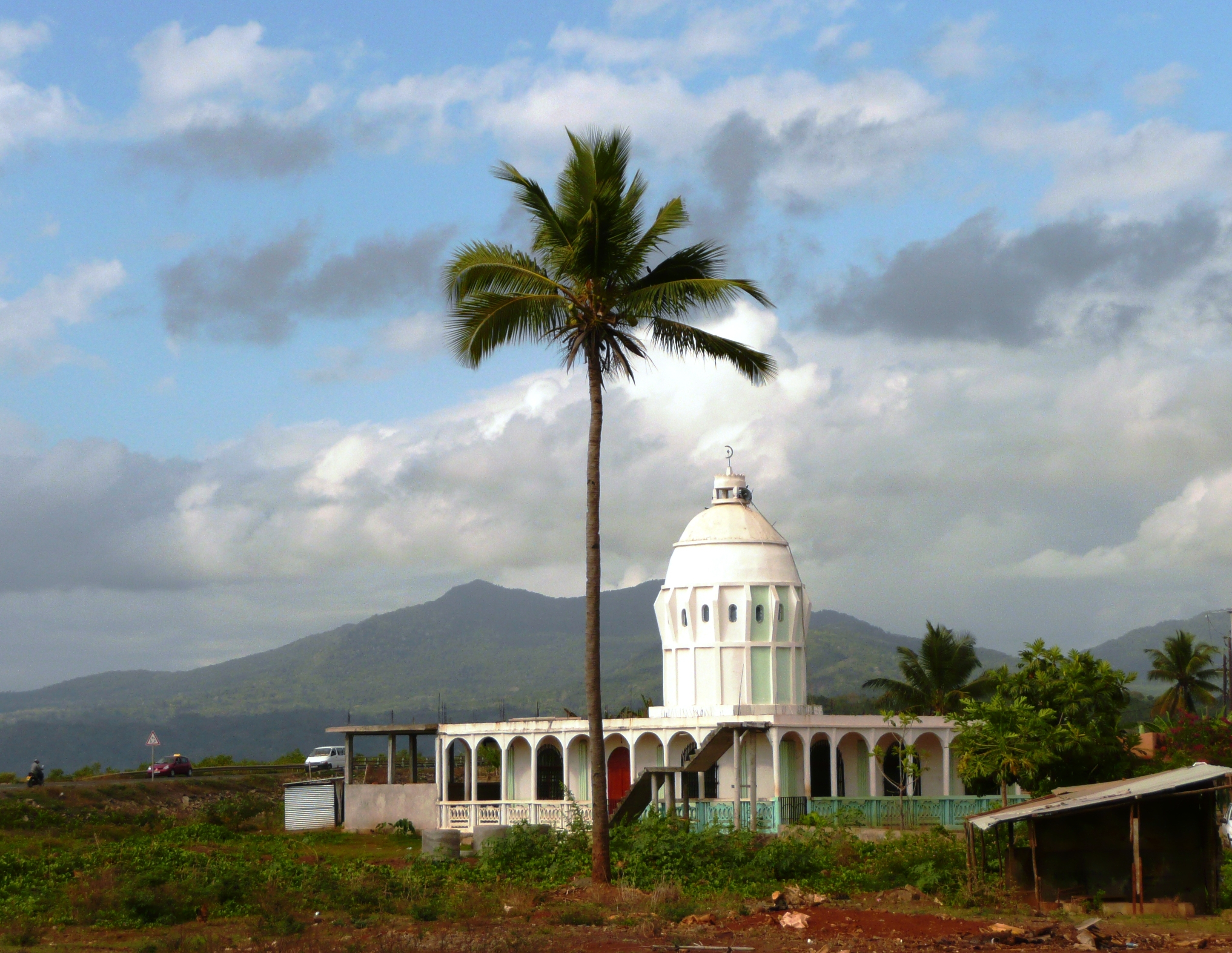
Moschea de Passamaïnty